# 钳巨蟹蛛
钳巨蟹蛛（学名：Heteropoda forcipata）为巨蟹蛛科巨蟹蛛属的动物。分布于日本、台湾岛以及中国大陆的四川、云南等地。该物种的模式产地在日本。